# Griekenland op het Eurovisiesongfestival 2003
Griekenland nam deel aan het Eurovisiesongfestival 2003 in Riga, Letland. Het was de 24ste deelname van het land op het Eurovisiesongfestival. ERT was verantwoordelijk voor de Griekse bijdrage voor de editie van 2003.

## Selectieprocedure
Om de Griekse inzending voor het Eurovisiesongfestival van 2003 te selecteren, werd net zoals de voorgaande jaren een nationale finale georganiseerd. Deze vond op 26 februari 2003 plaats in nachtclub Ciné Keramikos in Athene en werd gepresenteerd door Dafni Bokota, Rika Vagiani en Popi Tsapanidou. In totaal deden tien artiesten mee aan deze voorronde. De winnaar werd bepaald door een jury, televoting en sms-stemmen.

### Uitslag
| Volgorde | Artiest                                                | Lied                                         | SMS  | Televoting | Jury | Plaats |
| -------- | ------------------------------------------------------ | -------------------------------------------- | ---- | ---------- | ---- | ------ |
| 1        | Giorgos Nassios                                        | "It’s Alright"                               | 8ste | 7de        | 5de  | 7de    |
| 2        | Sabrina                                                | "Camera"                                     | 3de  | 4de        | 2de  | 3de    |
| 3        | Maria Atsopardi                                        | "Tis Nihtes Megalono"                        | 6de  | 6de        | 6de  | 6de    |
| 4        | Dimitra Aggelou & Alter Ego                            | "Kapios Erotas Fotia"                        | 10de | 9de        | 8ste | 9de    |
| 5        | Mando                                                  | "Never Let You Go"                           | 2de  | 1ste       | 1ste | 1ste   |
| 6        | Alexandros Chatzis                                     | "I Agapi Einai Dromos – L’amore e la strada" | 4de  | 3de        | 4de  | 4de    |
| 7        | Kostas Chrisis                                         | "Gotta Be A Way for Love"                    | 7de  | 8ste       | 9de  | 8ste   |
| 8        | Giannis Vardis                                         | "Mia Stigmi"                                 | 1ste | 2de        | 3de  | 2de    |
| 9        | Marian Georgiou                                        | "Can’t Escape - Come Back"                   | 9de  | 10de       | 10de | 10de   |
| 10       | Giorgos Kaminaris, Lakis Papadopoulos & Liana Papalexi | "Kapote - Come with Me"                      | 5de  | 5de        | 7de  | 5de    |

## In Riga
Griekenland moest in Letland als zeventiende optreden, na Oekraïne en voor Noorwegen. Op het einde van de puntentelling hadden de Grieken 25 punten verzameld, wat ze op een zeventiende plaats bracht. Men ontving één keer het maximum van de punten, afkomstig van Cyprus. België  en Nederland hadden geen punten over voor deze inzending.

### Gekregen punten

#### Finale
| 12 punten   | 10 punten | 8 punten | 7 punten   | 6 punten            |
| ----------- | --------- | -------- | ---------- | ------------------- |
| - Cyprus    |           |          |            |                     |
| 5 punten    | 4 punten  | 3 punten | 2 punten   | 1 punt              |
| - Duitsland | - Turkije |          | - Roemenië | - Ierland - Rusland |

### Punten gegeven door Griekenland

#### Finale
Punten gegeven in de finale:
| 12 punten | Cyprus     |
| 10 punten | Rusland    |
| 8 punten  | België     |
| 7 punten  | Turkije    |
| 6 punten  | Polen      |
| 5 punten  | Spanje     |
| 4 punten  | Roemenië   |
| 3 punten  | Israël     |
| 2 punten  | Oostenrijk |
| 1 punt    | Kroatië    |

1974 · 1975 · 1976 · 1977 · 1978 · 1979 · 1980 · 1981 · 1982 · 1983 · 1984 · 1985 · 1986 · 1987 · 1988 · 1989 · 1990 · 1991 · 1992 · 1993 · 1994 · 1995 · 1996 · 1997 · 1998 · 1999-2000 · 2001 · 2002 · 2003 · 2004 · 2005 · 2006 · 2007 · 2008 · 2009 · 2010 · 2011 · 2012 · 2013 · 2014 · 2015 · 2016 · 2017 · 2018 · 2019 · 2020 · 2021 · 2022 · 2023 · 2024 · 2025